# Ligue mineure de baseball

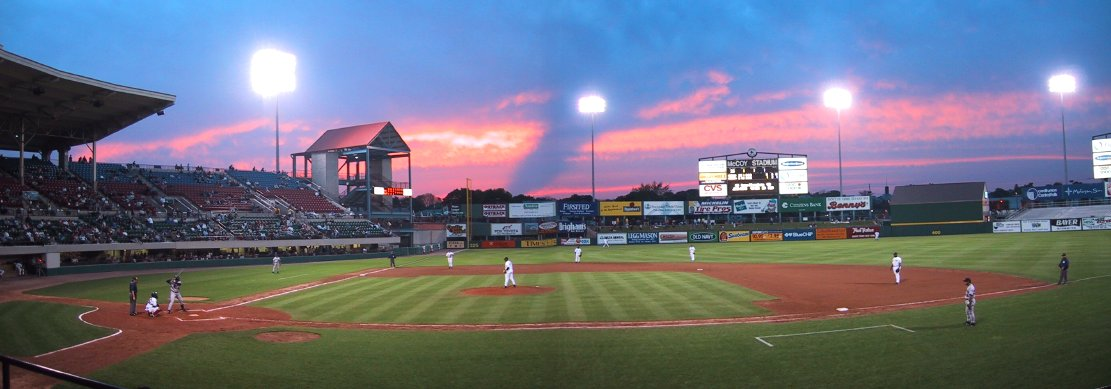
McCoy Stadium, le charme typique des stades de ligues mineures.

Les ligues mineures de baseball (en anglais Minor League Baseball, abrégé MiLB) sont des ligues de baseball aux États-Unis, au Canada, en République dominicaine et au Venezuela. Les équipes sont liées avec les franchises de la Ligue majeure de baseball. Ces ligues servent à former et à faire progresser les jeunes joueurs de baseball recrutés lors de la draft ou à permettre aux joueurs blessés de revenir progressivement au plus haut niveau.

## Histoire
La première ligue mineure est la Ligue internationale fondée en 1877. Elle est rejointe l'année suivante par la League Alliance.
Le National Agrement qui organise et structure le baseball aux États-Unis voit le jour en 1883. Les ligues mineures bénéficient alors d'une protection contre les transferts non désirés de joueurs vers les ligues majeures.
Durant les années 1880, les ligues mineures sont indépendantes des Ligues majeures. À partir de 1892, un accord offre la possibilité aux clubs de ligues majeures de placer des jeunes joueurs ou des joueurs de réserve en ligues mineures.
La meilleure ligue mineure, la Western League, devient une ligue majeure en 1901 sous le nom de Ligue américaine (American League en anglais).
En cette même année 1901, la National Association of Professional Baseball Leagues est créée. Cet organisme coordonne aujourd'hui encore les ligues mineures.
En 1902, on met en place la première hiérarchie entre les ligues notée Class A, B, C et D. La Classe AA est introduite en 1908 et la Classe AAA en 1946. En 1958, des championnats d'hiver sont incorporés.
Le nombre des ligues mineures est très variable. 42 ligues mineures sont actives en 1914 contre seulement 14 en 1933, grande dépression oblige. Le nombre repart toutefois rapidement à la hausse pour atteindre 41 en 1939. La Seconde Guerre mondiale provoque une nouvelle chute (10 ligues mineures actives en 1942-1943) avant un retour à la normale en 1946 avec 42 ligues mineures actives. Les tribunes sont alors très bien garnies avec 39 782 717 spectateurs payants enregistrés lors de la saison 1949 dans les 58 ligues mineures alors actives. Le début des années 1950 est marquée par un déclin : on passe à 38 ligues en 1953 puis à 24 en 1958. Les affluences chutent également à 25.3 millions en 1952 et à 13.2 millions en 1958. La principale raison de cette évolution est la montée en puissance de la télévision qui diffuse désormais les rencontres de Ligues majeures.
Les Classes B, C et D sont abandonnées en 1963 et la Classe Rookie est créée. Un plan financier accompagne cette réforme afin de sauver les Ligues mineures. Avec 21 ligues mineures actives pour 10 millions de spectateurs, 1968 est la meilleure saison des années 1960. Les années 1970 sont également difficiles. 18 ligues sont actives en 1973 pour 11.2 millions de spectateurs. En termes d'affluence, c'est le meilleur chiffre depuis les années 1950.
Les années 1980 commencent timidement avec 17 ligues pour 154 équipes actives en 1981, mais cette décennie est marquée par une forte augmentation des affluences qui atteignent 23 millions en 1989. Même mouvement dans les années 1990 puis 2000. 33 millions de spectateurs en 1995, 39 millions en 2003 et 42 812 812 spectateurs en 2007. Le record de 1949 est dépassé.
Le 12 février 2021, la MLB annonce la réorganisation des ligues mineures. Cela passe notamment par le changement de nom des ligues qui abandonnent leurs noms historiques au profit de termes génériques: Triple-A East, Triple-A West pour les ligues du niveau le plus élevé; Double-A Central, Double-A Northeast et Double-A South pour le deuxième niveau; High-A Central, High-A East et High-A West pour le troisième niveau; Low-A East, Low-A Southeast et Low-A West pour le quatrième et dernier niveau.
Le 16 mars 2022, la MLB annonce un retour aux anciennes dénominations des ligues mineures: Ligue internationale, Ligue de la côte du Pacifique, Texas League, Eastern League, Southern League, South Atlantic League, Midwest League, Northwest League, Carolina League, Ligue de l'État de Floride et California League.

## Salaire de joueurs par niveaux
Les joueurs de niveau débutant et de courte saison verront leur salaire hebdomadaire minimum passer de 290 $ à 400 $, et les joueurs dans le niveau A- et A+ passeront de 290 $ à 500 $. Les joueurs de Double-A passera de 350 $ à 600 $ et Triple-A de 502 $ à 700 $. En raison de la faiblesse des salaires, de nombreux joueurs sont contraints d'avoir une profession d'appoint pendant la morte saison.

## Ligues affiliées avec la MLB en 2022
Les équipes sont divisées selon 4 niveaux (ou classes) : 
- Niveau AAA (ou Triple-A) : 2 ligues et 30 équipes au total ;
- Niveau AA (ou Double-A) : 3 ligues et 30 équipes au total ;
- Niveau High-A (ou A+) : 3 ligues et 30 équipes au total ;
- Niveau Single-A (ou A)[6] : 3 ligues et 30 équipes au total ;

Il existe aussi un niveau recrue (rookie).
Par exemple, les Clippers de Columbus sont l'équipe de niveau AAA des Indians de Cleveland. Cleveland peut choisir de sélectionner les joueurs de Colombus pour l'équipe de la Ligue majeure, ou envoyer leurs joueurs à Colombus pour les entraîner.

### Ligues AAA
Les ligues de niveau AAA sont les plus proches de la MLB.

#### Ligue internationale(2022)
| Division | Franchise                           | Ville         | État             | Stade (capacité)                    | Affilié à (depuis)              |
| -------- | ----------------------------------- | ------------- | ---------------- | ----------------------------------- | ------------------------------- |
| East     | Bisons de Buffalo                   | Buffalo       | New York         | Sahlen Field (16 600)               | Blue Jays de Toronto (2013)     |
| East     | Knights de Charlotte                | Charlotte     | Caroline du Nord | Truist Field (10 200)               | White Sox de Chicago (1999)     |
| East     | Bulls de Durham                     | Durham        | Caroline du Nord | Durham Bulls Athletic Park (10 000) | Rays de Tampa Bay (1998)        |
| East     | Jumbo Shrimp de Jacksonville        | Jacksonville  | Floride          | 121 Financial Park (11 000)         | Marlins de Miami (2021)         |
| East     | IronPigs de Lehigh Valley           | Allentown     | Pennsylvanie     | Coca-Cola Park (10 100)             | Phillies de Philadelphie (2007) |
| East     | Tides de Norfolk                    | Norfolk       | Virginie         | Harbor Park (11 856)                | Orioles de Baltimore (2007)     |
| East     | Red Wings de Rochester              | Rochester     | New York         | Frontier Field (13 500)             | Nationals de Washington (2021)  |
| East     | RailRiders de Scranton/Wilkes-Barre | Moosic        | Pennsylvanie     | PNC Field (10 000)                  | Yankees de New York (2007)      |
| East     | Mets de Syracuse                    | Syracuse      | New York         | NBT Bank Stadium (10 815)           | Mets de New York (2019)         |
| East     | Red Sox de Worcester                | Worcester     | Massachusetts    | Polar Park (9 508)                  | Red Sox de Boston (2021)        |
| West     | Clippers de Columbus                | Columbus      | Ohio             | Huntington Park (10 100)            | Indians de Cleveland (2009)     |
| West     | Stripers de Gwinnett                | Lawrenceville | Géorgie          | Coolray Field (10 427)              | Braves d'Atlanta (1965)         |
| West     | Indians d'Indianapolis              | Indianapolis  | Indiana          | Victory Field (14 230)              | Pirates de Pittsburgh (2005)    |
| West     | Cubs de l'Iowa                      | Des Moines    | Iowa             | Principal Park (11 500)             | Cubs de Chicago (1981)          |
| West     | Bats de Louisville                  | Louisville    | Kentucky         | Louisville Slugger Field (13 131)   | Reds de Cincinnati (2000)       |
| West     | Redbirds de Memphis                 | Memphis       | Tennessee        | AutoZone Park (10 000)              | Cardinals de Saint-Louis (1998) |
| West     | Sounds de Nashville                 | Nashville     | Tennessee        | First Horizon Park (10 000)         | Brewers de Milwaukee (2021)     |
| West     | Storm Chasers d'Omaha               | Omaha         | Nebraska         | Werner Park (9 023)                 | Royals de Kansas City (1969)    |
| West     | Saints de Saint Paul                | Saint Paul    | Minnesota        | CHS Field (10 210)                  | Twins du Minnesota (1982)       |
| West     | Mud Hens de Toledo                  | Toledo        | Ohio             | Fifth Third Field (10 300)          | Tigers de Détroit (1969)        |

#### Ligue de la côte du Pacifique(2022)
| Division | Franchise                   | Ville           | État            | Stade (capacité)                     | Affilié à (depuis)               |
| -------- | --------------------------- | --------------- | --------------- | ------------------------------------ | -------------------------------- |
| East     | Isotopes d'Albuquerque      | Albuquerque     | Nouveau-Mexique | Isotopes Park (13 500)               | Rockies du Colorado (2015)       |
| East     | Chihuahuas d'El Paso        | El Paso         | Texas           | Southwest University Park (9 500)    | Padres de San Diego (2014)       |
| East     | Dodgers d'Oklahoma City     | Oklahoma City   | Oklahoma        | Chickasaw Bricktown Ballpark (9 000) | Dodgers de Los Angeles (2015)    |
| East     | Express de Round Rock       | Round Rock      | Texas           | Dell Diamond (11 631)                | Rangers du Texas (2021)          |
| East     | Space Cowboys de Sugar Land | Sugar Land      | Texas           | Constellation Field (7 500)          | Astros de Houston (2021)         |
| West     | Aviators de Las Vegas       | Summerlin       | Nevada          | Las Vegas Ballpark (10 000)          | Athletics d'Oakland (2019)       |
| West     | Aces de Reno                | Reno            | Nevada          | Greater Nevada Field (9 013)         | Diamondbacks de l'Arizona (2009) |
| West     | River Cats de Sacramento    | West Sacramento | Californie      | Sutter Health Park (14 014)          | Giants de San Francisco (2015)   |
| West     | Bees de Salt Lake           | Salt Lake City  | Utah            | Smith's Ballpark (14 511)            | Angels de Los Angeles (2001)     |
| West     | Rainiers de Tacoma          | Tacoma          | Washington      | Cheney Stadium (6 500)               | Mariners de Seattle (1995)       |

### Ligues AA

#### Texas League(2022)
| Division | Franchise                      | Ville             | État     | Stade (capacité)                          | Affilié à (depuis)               |
| -------- | ------------------------------ | ----------------- | -------- | ----------------------------------------- | -------------------------------- |
| North    | Travelers de l'Arkansas        | North Little Rock | Arkansas | Dickey–Stephens Park (7 200)              | Mariners de Seattle (2017)       |
| North    | Naturals de Northwest Arkansas | Springdale        | Arkansas | Arvest Ballpark (7 305)                   | Royals de Kansas City (2008)     |
| North    | Cardinals de Springfield       | Springfield       | Missouri | Hammons Field (10 486)                    | Cardinals de Saint-Louis (2005)  |
| North    | Drillers de Tulsa              | Tulsa             | Oklahoma | ONEOK Field (7 833)                       | Dodgers de Los Angeles (2015)    |
| North    | Wind Surge de Wichita          | Wichita           | Kansas   | Riverfront Stadium (12 000)               | Twins du Minnesota (2021)        |
| South    | Sod Poodles d'Amarillo         | Amarillo          | Texas    | Hodgetown (6 631)                         | Diamondbacks de l'Arizona (2021) |
| South    | Hooks de Corpus Christi        | Corpus Christi    | Texas    | Whataburger Field (7 050)                 | Astros de Houston (1991)         |
| South    | RoughRiders de Frisco          | Frisco            | Texas    | Dr Pepper Ballpark (10 316)               | Rangers du Texas (2003)          |
| South    | RockHounds de Midland          | Midland           | Texas    | Momentum Bank Ballpark (6 669)            | Athletics d'Oakland (1999)       |
| South    | Missions de San Antonio        | San Antonio       | Texas    | Nelson W. Wolff Municipal Stadium (9 200) | Padres de San Diego (2021)       |

#### Eastern League(2022)
| Division  | Franchise                    | Ville                | État          | Stade (capacité)                       | Affilié à (depuis)              |
| --------- | ---------------------------- | -------------------- | ------------- | -------------------------------------- | ------------------------------- |
| Northeast | Rumble Ponies de Binghamton  | Binghamton           | New York      | Mirabito Stadium (6 012)               | Mets de New York (1991)         |
| Northeast | Yard Goats de Hartford       | Hartford             | Connecticut   | Dunkin' Donuts Park (6 121)            | Rockies du Colorado (2015)      |
| Northeast | Fisher Cats du New Hampshire | Manchester           | New Hampshire | Northeast Delta Dental Stadium (6 500) | Blue Jays de Toronto (2003)     |
| Northeast | Sea Dogs de Portland         | Portland             | Maine         | Hadlock Field (7 368)                  | Red Sox de Boston (2003)        |
| Northeast | Fightin Phils de Reading     | Reading              | Pennsylvanie  | FirstEnergy Stadium (9 000)            | Phillies de Philadelphie (1967) |
| Northeast | Patriots de Somerset         | Bridgewater Township | New Jersey    | TD Bank Ballpark (6 100)               | Yankees de New York (2021)      |
| Southwest | RubberDucks d'Akron          | Akron                | Ohio          | Canal Park (7 630)                     | Indians de Cleveland (2014)     |
| Southwest | Curve d'Altoona              | Altoona              | Pennsylvanie  | Peoples Natural Gas Field (7 210)      | Pirates de Pittsburgh (1999)    |
| Southwest | Baysox de Bowie              | Bowie                | Maryland      | Prince George's Stadium (10 000)       | Orioles de Baltimore (1989)     |
| Southwest | SeaWolves d'Érié             | Érié                 | Pennsylvanie  | UPMC Park (6 000)                      | Tigers de Détroit (2001)        |
| Southwest | Senators de Harrisburg       | Harrisburg           | Pennsylvanie  | FNB Field (6 187)                      | Nationals de Washington (2005)  |
| Southwest | Flying Squirrels de Richmond | Richmond             | Virginie      | The Diamond (9 560)                    | Giants de San Francisco (2010)  |

#### Southern League(2022)
| Division | Franchise                   | Ville       | État        | Stade (capacité)                     | Affilié à (depuis)           |
| -------- | --------------------------- | ----------- | ----------- | ------------------------------------ | ---------------------------- |
| North    | Barons de Birmingham        | Birmingham  | Alabama     | Regions Field (8 500)                | White Sox de Chicago (1986)  |
| North    | Lookouts de Chattanooga     | Chattanooga | Tennessee   | AT&T Field (6 362)                   | Reds de Cincinnati (2019)    |
| North    | Trash Pandas de Rocket City | Madison     | Alabama     | Toyota Field (7 000)                 | Angels de Los Angeles (2020) |
| North    | Smokies du Tennessee        | Kodak       | Tennessee   | Smokies Stadium (6 412)              | Cubs de Chicago (2007)       |
| South    | Shuckers de Biloxi          | Biloxi      | Mississippi | MGM Park (6 076)                     | Brewers de Milwaukee (2015)  |
| South    | Braves du Mississippi       | Pearl       | Mississippi | Trustmark Park (8 480)               | Braves d'Atlanta (2005)      |
| South    | Biscuits de Montgomery      | Montgomery  | Alabama     | Montgomery Riverwalk Stadium (7 000) | Rays de Tampa Bay (1999)     |
| South    | Blue Wahoos de Pensacola    | Pensacola   | Floride     | Admiral Fetterman Field (5 038)      | Marlins de Miami (2021)      |

### Ligues High-A

#### South Atlantic League(2022)
| Division | Franchise                  | Ville             | État             | Stade (capacité)                       | Affilié à (depuis)              |
| -------- | -------------------------- | ----------------- | ---------------- | -------------------------------------- | ------------------------------- |
| North    | IronBirds d'Aberdeen       | Aberdeen          | Maryland         | Leidos Field at Ripken Stadium (6 300) | Orioles de Baltimore (2002)     |
| North    | Cyclones de Brooklyn       | New York          | New York         | Maimonides Park (7 000)                | Mets de New York (2001)         |
| North    | Grasshoppers de Greensboro | Greensboro        | Caroline du Nord | First National Bank Field (7 499)      | Pirates de Pittsburgh (2019)    |
| North    | Renegades d'Hudson Valley  | Wappingers Falls  | New York         | Dutchess Stadium (4 500)               | Yankees de New York (2021)      |
| North    | BlueClaws de Jersey Shore  | Lakewood Township | New Jersey       | FirstEnergy Park (8 000)               | Phillies de Philadelphie (2001) |
| North    | Blue Rocks de Wilmington   | Wilmington        | Delaware         | Daniel S. Frawley Stadium (6 404)      | Nationals de Washington (2021)  |
| South    | Tourists d'Asheville       | Asheville         | Caroline du Nord | McCormick Field (4 000)                | Astros de Houston (2021)        |
| South    | Hot Rods de Bowling Green  | Bowling Green     | Kentucky         | Bowling Green Ballpark (4 559)         | Rays de Tampa Bay (2009)        |
| South    | Drive de Greenville        | Greenville        | Caroline du Sud  | Fluor Field at the West End (5 700)    | Red Sox de Boston (2005)        |
| South    | Crawdads de Hickory        | Hickory           | Caroline du Nord | L. P. Frans Stadium (5 062)            | Rangers du Texas (2009)         |
| South    | Braves de Rome             | Rome              | Géorgie          | State Mutual Stadium (5 105)           | Braves d'Atlanta (2003)         |
| South    | Dash de Winston-Salem      | Winston-Salem     | Caroline du Nord | Truist Stadium (5 500)                 | White Sox de Chicago (1997)     |

#### Midwest League (2022)
| Division | Franchise                     | Ville         | État      | Stade (capacité)                                       | Affilié à (depuis)              |
| -------- | ----------------------------- | ------------- | --------- | ------------------------------------------------------ | ------------------------------- |
| North    | Dragons de Dayton             | Dayton        | Ohio      | Day Air Ballpark (7 230)                               | Reds de Cincinnati (1999)       |
| North    | TinCaps de Fort Wayne         | Fort Wayne    | Indiana   | Parkview Field (8 100)                                 | Padres de San Diego (1999)      |
| North    | Loons des Great Lakes         | Midland       | Michigan  | Dow Diamond (5 200)                                    | Dodgers de Los Angeles (2007)   |
| North    | Captains de Lake County       | Eastlake      | Ohio      | Classic Park (7 273)                                   | Indians de Cleveland (1991)     |
| North    | Lugnuts de Lansing            | Lansing       | Michigan  | Jackson Field (11 000)                                 | Athletics d'Oakland (2021)      |
| North    | Whitecaps de West Michigan    | Comstock Park | Michigan  | LMCU Ballpark (9 281)                                  | Tigers de Détroit (1997)        |
| South    | Sky Carp de Beloit            | Beloit        | Wisconsin | ABC Supply Stadium (3 850)                             | Marlins de Miami (2021)         |
| South    | Kernels de Cedar Rapids       | Cedar Rapids  | Iowa      | Veterans Memorial Stadium (5 300)                      | Twins du Minnesota (2013)       |
| South    | Chiefs de Peoria              | Peoria        | Illinois  | Dozer Park (7 377)                                     | Cardinals de Saint-Louis (2013) |
| South    | River Bandits des Quad Cities | Davenport     | Iowa      | Modern Woodmen Park (7 140)                            | Royals de Kansas City (2021)    |
| South    | Cubs de South Bend            | South Bend    | Indiana   | Four Winds Field at Coveleski Stadium (5 000)          | Cubs de Chicago (2015)          |
| South    | Timber Rattlers du Wisconsin  | Appleton      | Wisconsin | Neuroscience Group Field at Fox Cities Stadium (5 900) | Brewers de Milwaukee (2009)     |

#### Northwest League(2022)
| Franchise               | Ville          | État                 | Stade (capacité)                 | Affilié à (depuis)               |
| ----------------------- | -------------- | -------------------- | -------------------------------- | -------------------------------- |
| Emeralds d'Eugene       | Eugene         | Oregon               | PK Park (4 000)                  | Giants de San Francisco (2010)   |
| AquaSox d'Everett       | Everett        | Washington           | Everett Memorial Stadium (3 682) | Mariners de Seattle (1995)       |
| Hops de Hillsboro       | Hillsboro      | Oregon               | Ron Tonkin Field (4 500)         | Diamondbacks de l'Arizona (2021) |
| Indians de Spokane      | Spokane Valley | Washington           | Avista Stadium (6 803)           | Rockies du Colorado (2015)       |
| Dust Devils de Tri-City | Pasco          | Washington           | Gesa Stadium (3 654)             | Angels de Los Angeles (2020)     |
| Canadiens de Vancouver  | Vancouver      | Colombie-Britannique | Nat Bailey Stadium (6 500)       | Blue Jays de Toronto (2003)      |

### Ligues Single-A

#### Carolina League(2022)
| Division | Franchise                    | Ville          | État             | Stade (capacité)                    | Affilié à (depuis)             |
| -------- | ---------------------------- | -------------- | ---------------- | ----------------------------------- | ------------------------------ |
| Nord     | Mudcats de la Caroline       | Zebulon        | Caroline du Nord | Five County Stadium (6 500)         | Brewers de Milwaukee (2017)    |
| Nord     | Shorebirds de Delmarva       | Salisbury      | Maryland         | Arthur W. Perdue Stadium (5 200)    | Orioles de Baltimore (1997)    |
| Nord     | Wood Ducks de Down East      | Kinston        | Caroline du Nord | Grainger Stadium (4 100)            | Rangers du Texas (2017)        |
| Nord     | Nationals de Fredericksburg  | Fredericksburg | Virginie         | New Fredericksburg Ballpark (5 000) | Nationals de Washington (2020) |
| Nord     | Hillcats de Lynchburg        | Lynchburg      | Virginie         | Bank of the James Stadium (4 000)   | Indians de Cleveland (2015)    |
| Nord     | Red Sox de Salem             | Salem          | Virginie         | Salem Memorial Ballpark (6 300)     | Red Sox de Boston (2009)       |
| Sud      | GreenJackets d'Augusta       | North Augusta  | Caroline du Sud  | SRP Park (4 000)                    | Braves d'Atlanta (2021)        |
| Sud      | RiverDogs de Charleston      | Charleston     | Caroline du Sud  | Joseph P. Riley Jr. Park (6 000)    | Rays de Tampa Bay (2021)       |
| Sud      | Fireflies de Columbia        | Columbia       | Caroline du Sud  | Segra Park (7 501)                  | Royals de Kansas City (2021)   |
| Sud      | Woodpeckers de Fayetteville  | Fayetteville   | Caroline du Nord | Segra Stadium (4 786)               | Astros de Houston (2017)       |
| Sud      | Cannon Ballers de Kannapolis | Kannapolis     | Caroline du Nord | Atrium Health Ballpark (4 930)      | White Sox de Chicago (2001)    |
| Sud      | Pelicans de Myrtle Beach     | Myrtle Beach   | Caroline du Sud  | TicketReturn.com Field (4 875)      | Cubs de Chicago (2015)         |

#### Ligue de l'État de Floride(2022)
| Division | Franchise                    | Ville             | État    | Stade (capacité)                      | Affilié à (depuis)              |
| -------- | ---------------------------- | ----------------- | ------- | ------------------------------------- | ------------------------------- |
| East     | Tortugas de Daytona          | Daytona Beach     | Floride | Jackie Robinson Ballpark (4 200)      | Reds de Cincinnati (1999)       |
| East     | Hammerheads de Jupiter       | Jupiter           | Floride | Roger Dean Stadium (6 871)            | Marlins de Miami (2021)         |
| East     | Cardinals de Palm Beach      | Jupiter           | Floride | Roger Dean Stadium (6 871)            | Cardinals de Saint-Louis (2013) |
| East     | Mets de Sainte-Lucie         | Port Sainte-Lucie | Floride | Clover Park (7 160)                   | Mets de New York (2001)         |
| West     | Marauders de Bradenton       | Bradenton         | Floride | LECOM Park (8 500)                    | Pirates de Pittsburgh (2019)    |
| West     | Threshers de Clearwater      | Clearwater        | Floride | BayCare Ballpark (8 500)              | Phillies de Philadelphie (2001) |
| West     | Blue Jays de Dunedin         | Dunedin           | Floride | TD Ballpark (8 500)                   | Blue Jays de Toronto (2003)     |
| West     | Mighty Mussels de Fort Myers | Fort Myers        | Floride | Hammond Stadium (9 300)               | Twins du Minnesota (2013)       |
| West     | Flying Tigers de Lakeland    | Lakeland          | Floride | Joker Marchant Stadium (8 500)        | Tigers de Détroit (1997)        |
| West     | Tarpons de Tampa             | Tampa             | Floride | George M. Steinbrenner Field (11 026) | Yankees de New York (2021)      |

#### California League(2022)
| Division | Franchise                  | Ville            | État       | Stade (capacité)               | Affilié à (depuis)               |
| -------- | -------------------------- | ---------------- | ---------- | ------------------------------ | -------------------------------- |
| North    | Grizzlies de Fresno        | Fresno           | Californie | Chukchansi Park (10 650)       | Rockies du Colorado (2021)       |
| North    | Nuts de Modesto            | Modesto          | Californie | John Thurman Field (4 000)     | Mariners de Seattle (2017)       |
| North    | Giants de San Jose         | San Jose         | Californie | Excite Ballpark (4 200)        | Giants de San Francisco (1988)   |
| North    | Ports de Stockton          | Stockton         | Californie | Banner Island Ballpark (5 300) | Athletics d'Oakland (2005)       |
| South    | 66ers de l'Inland Empire   | San Bernardino   | Californie | San Manuel Stadium (8 000)     | Angels de Los Angeles (2011)     |
| South    | Storm de Lake Elsinore     | Lake Elsinore    | Californie | Lake Elsinore Diamond (7 866)  | Padres de San Diego (2001)       |
| South    | Quakes de Rancho Cucamonga | Rancho Cucamonga | Californie | LoanMart Field (6 200)         | Dodgers de Los Angeles (2011)    |
| South    | Rawhide de Visalia         | Visalia          | Californie | Recreation Park (2 468)        | Diamondbacks de l'Arizona (2007) |

### Ligues rookie

#### Arizona League
| Équipe                   | Affiliation MLB         | Ville                | Stade                       | Capacité |
| ------------------------ | ----------------------- | -------------------- | --------------------------- | -------- |
| Arizona League Angels    | Angels de Los Angeles   | Tempe (Arizona)      | Tempe Diablo Stadium        | 9 785    |
| Arizona League Athletics | Athletics d'Oakland     | Phoenix (Arizona)    | Papago Park Sports Facility | -        |
| Arizona League Brewers   | Brewers de Milwaukee    | Phoenix (Arizona)    | Maryvale Baseball Park      | 8 000    |
| Arizona League Cubs      | Cubs de Chicago         | Mesa (Arizona)       | Fitch Park                  | -        |
| Arizona League Dodgers   | Dodgers de Los Angeles  | Glendale (Arizona)   | Camelback Ranch             | 12 000   |
| Arizona League Giants    | Giants de San Francisco | Scottsdale (Arizona) | Scottsdale Stadium          | 5 000    |
| Arizona League Indians   | Indians de Cleveland    | Goodyear (Arizona)   | Goodyear Ballpark           | 10 000   |
| Arizona League Reds      | Reds de Cincinnati      | Goodyear (Arizona)   | Goodyear Ballpark           | 10 000   |
| Arizona League Mariners  | Mariners de Seattle     | Peoria (Arizona)     | Peoria Sports Complex       | 12 882   |
| Arizona League Padres    | Padres de San Diego     | Peoria (Arizona)     | Peoria Sports Complex       | 12 882   |
| Arizona League Rangers   | Rangers du Texas        | Surprise (Arizona)   | Surprise Stadium            | 10 500   |
| Arizona League Royals    | Royals de Kansas City   | Surprise (Arizona)   | Surprise Stadium            | 10 500   |

#### Dominican Summer League
| Division                 | Équipe           | Franchise MLB affiliée | Stade                                |
| ------------------------ | ---------------- | ---------------------- | ------------------------------------ |
| Boca Chica North         | DSL Astros       | Houston Astros         | Astros Complex                       |
| Boca Chica North         | DSL Dodgers      | Los Angeles Dodgers    | Campos Las Palmas                    |
| Boca Chica North         | DSL Indians      | Cleveland Indians      | Indians Complex                      |
| Boca Chica North         | DSL Mets 2       | New York Mets          | Mets Academy                         |
| Boca Chica North         | DSL Pirates      | Pittsburgh Pirates     | Pirates Academy                      |
| Boca Chica North         | DSL Rays         | Tampa Bay Rays         | Rays Complex                         |
| Boca Chica North         | DSL Sox          | Boston Red Sox         | El Toro Complex                      |
| Boca Chica North         | DSL Royals       | Kansas City Royals     | Academia de Royals                   |
| Boca Chica North         | DSL Yankees 2    | New York Yankees       | Yankee Academy                       |
| Boca Chica South         | DSL Cubs 2       | Chicago Cubs           | Ciudad de Baseball                   |
| Boca Chica South         | DSL Giants       | San Francisco Giants   | Rawling Foundation                   |
| Boca Chica South         | DSL Marlins      | Florida Marlins        | Academia de Prospectos               |
| Boca Chica South         | DSL Mets 1       | New York Mets          | Mets Academy                         |
| Boca Chica South         | DSL Nationals    | Washington Nationals   | Las Américas Complex                 |
| Boca Chica South         | DSL Phillies     | Philadelphia Phillies  | Phillies Complex                     |
| Boca Chica South         | DSL Rangers      | Texas Rangers          | Academia de Prospectos               |
| Boca Chica South         | DSL Yankees 1    | New York Yankees       | Yankee Academy                       |
| Boca Chica Baseball City | DSL Cubs 1       | Chicago Cubs           | Ciudad de Baseball                   |
| Boca Chica Baseball City | DSL Diamondbacks | Arizona Diamondbacks   | Ciudad de Baseball                   |
| Boca Chica Baseball City | DSL Orioles      | Baltimore Orioles      | Ciudad de Baseball                   |
| Boca Chica Baseball City | DSL Padres       | San Diego Padres       | Najayo Academy                       |
| Boca Chica Baseball City | DSL Reds         | Cincinnati Reds        | Ciudad de Baseball                   |
| Boca Chica Baseball City | DSL Rockies      | Rockies du Colorado    | Las Américas Complex                 |
| Boca Chica Baseball City | DSL Twins        | Minnesota Twins        | Ciudad de Baseball                   |
| Boca Chica Baseball City | DSL White Sox    | White Sox de Chicago   | Ciudad de Baseball                   |
| Santo Domingo North      | DSL Athletics    | Oakland Athletics      | Juan Marichal Complex                |
| Santo Domingo North      | DSL Brewers      | Milwaukee Brewers      | Jose Rijo Junior Complex             |
| Santo Domingo North      | DSL Cardinals    | Saint-Louis Cardinals  | Cardinals Academy                    |
| Santo Domingo North      | DSL Mariners     | Seattle Mariners       | Complejo Epy Guerrero de Villa Mella |
| San Pedro de Macorís     | DSL Angels       | Los Angeles Angels     | El Peñon Complex                     |
| San Pedro de Macorís     | DSL Blue Jays    | Toronto Blue Jays      | Blue Jays Complex                    |
| San Pedro de Macorís     | DSL Braves       | Atlanta Braves         | Baseball Towell                      |
| San Pedro de Macorís     | DSL Tigers       | Detroit Tigers         | Tigers Complex                       |

#### Florida Complex League
| Division | Franchise          | Ville             | État    | Stade (capacité)                         | Affilié à (depuis)              |
| -------- | ------------------ | ----------------- | ------- | ---------------------------------------- | ------------------------------- |
| East     | FCL Astros         | West Palm Beach   | Floride | The Ballpark of the Palm Beaches (6 500) | Astros de Houston (2009)        |
| East     | FCL Cardinals      | Jupiter           | Floride | Roger Dean Stadium (7 200)               | Cardinals de Saint-Louis (2007) |
| East     | FCL Marlins        | Jupiter           | Floride | Roger Dean Stadium (7 200)               | Marlins de Miami (1992)         |
| East     | FCL Mets           | Port Sainte-Lucie | Floride | Clover Park (7 160)                      | Mets de New York (2013)         |
| East     | FCL Nationals      | West Palm Beach   | Floride | The Ballpark of the Palm Beaches (6 500) | Nationals de Washington (2005)  |
| North    | FCL Blue Jays      | Dunedin           | Floride | Englebert Complex (7 500)                | Blue Jays de Toronto (2007)     |
| North    | FCL Phillies       | Clearwater        | Floride | Carpenter Complex (500)                  | Phillies de Philadelphie (1984) |
| North    | FCL Tigers East    | Lakeland          | Floride | Joker Marchant Stadium (8 500)           | Tigers de Détroit (1995)        |
| North    | FCL Tigers West    | Lakeland          | Floride | Joker Marchant Stadium (8 500)           | Tigers de Détroit (1995)        |
| North    | FCL Yankees        | Tampa             | Floride | George M. Steinbrenner Field (11 500)    | Yankees de New York (1980)      |
| South    | FCL Braves         | North Port        | Floride | CoolToday Park (9 500)                   | Braves d'Atlanta (1976)         |
| South    | FCL Orioles Black  | Sarasota          | Floride | Ed Smith Stadium (8 340)                 | Orioles de Baltimore (2007)     |
| South    | FCL Orioles Orange | Sarasota          | Floride | Ed Smith Stadium (8 340)                 | Orioles de Baltimore (2007)     |
| South    | FCL Pirates Black  | Bradenton         | Floride | Pirate City (7 500)                      | Pirates de Pittsburgh (1968)    |
| South    | FCL Pirates Gold   | Bradenton         | Floride | Pirate City (7 500)                      | Pirates de Pittsburgh (1968)    |
| South    | FCL Rays           | Port Charlotte    | Floride | Charlotte Sports Park (7 000)            | Rays de Tampa Bay (2009)        |
| South    | FCL Red Sox        | Fort Myers        | Floride | JetBlue Park (8 000)                     | Red Sox de Boston (1989)        |
| South    | FCL Twins          | Fort Myers        | Floride | Hammond Stadium (7 500)                  | Twins du Minnesota (1989)       |